# نمای خانه تقوی
نمای خانه تقوی مربوط به دوره پهلوی اول است و در مشهد، خیابان طبرسی، کوچه نوغان، بین نوغان ۴و ۶ واقع شده و این اثر در تاریخ ۱۱ مرداد ۱۳۸۴ با شمارهٔ ثبت ۱۲۳۷۷ به‌عنوان یکی از آثار ملی ایران به ثبت رسیده است.